# NGC 5924
NGC 5924 (другие обозначения — MCG 5-36-15, ZWG 165.43, PGC 54850) — спиральная галактика (Sa) в созвездии Северная Корона.
Этот объект входит в число перечисленных в оригинальной редакции «Нового общего каталога».